# Juan Ramón Fleita
Juan Ramón Fleita (23 de junio de 1972, Las Toscas, Santa Fe) es un exfutbolista argentino que se desempeñó en varios países de Latinoamérica. Jugaba en la posición de delantero. Es famoso por su gol de "chilena" jugando para La Academia en un triunfo ante Vélez por 0-2 en 1993.
Fue uno de los directores técnico alterno de Racing Club en el año 2021 acompañando a Claudio Úbeda y Carlos Arano.

## Biografía
Nació en Las Toscas, provincia de Santa Fe, pero de pequeño se radicó en Buenos Aires, primero en Isla Maciel y luego en un conventillo de La Boca. Tuvo una infancia llena de privaciones y adversidades. En La Nación declaró:

“La primera vez que comí bien en mi vida fue a los 18 años, en el hotel donde se concentraba Racing (su primer club) [...] me ganaba el mango desde los ocho años. Sé lo que es sufrir"

En el año 2003 se le detectó el mal de Hodgkin, una enfermedad que origina tumores en los ganglios, de la cual fue tratado con éxito.

## Clubes

### Como jugador
| Club                                         | País      | Año       |
| -------------------------------------------- | --------- | --------- |
| Racing Club                                  | Argentina | 1990-1996 |
| San Lorenzo                                  | Argentina | 1996-1997 |
| Toros Neza                                   | México    | 1997-1999 |
| Bella Vista                                  | Uruguay   | 2000      |
| Coquimbo Unido                               | Chile     | 2000      |
| Toros Neza                                   | México    | 2001      |
| Huracán                                      | Argentina | 2002-2004 |
| Guaraní                                      | Paraguay  | 2005      |
| Monagas                                      | Venezuela | 2005      |
| The Strongest                                | Bolivia   | 2005      |
| Comunicaciones                               | Guatemala | 2006      |
| Unión de Sunchales                           | Argentina | 2006-2007 |
| Gimnasia y Esgrima de Concepción del Uruguay | Argentina | 2007-2008 |

### Como entrenador

#### En primera
| Club                   | País      | Año  |
| ---------------------- | --------- | ---- |
| Racing Club (Interino) | Argentina | 2017 |
| Racing Club (Interino) | Argentina | 2021 |

#### En reserva
| Club        | País      | Año       |
| ----------- | --------- | --------- |
| Huracán     | Argentina | 2008-2011 |
| Racing Club | Argentina | 2015-2017 |
| Racing Club | Argentina | 2020      |
| Racing Club | Argentina | 2022-2023 |

#### Coordinador de Reserva
| Club        | País      | Año       |
| ----------- | --------- | --------- |
| Huracán     | Argentina | 2008      |
| Racing Club | Argentina | 2012-2022 |